# Stephane Simian
Stephane Simian (nacido el 8 de junio de 1967) es un tenista profesional francés. Su mejor ranking individual fue el N.º 41 alcanzado el 19 de julio de 1993.